# Hugh Gray Martin
Hugh Gray Martin, britanski general, * 1887, † 1969.